# Hawker Hart
Pour les articles homonymes, voir Hart.
Le Hawker Hart est un bombardier léger biplan britannique qui a servi dans la Royal Air Force (RAF). Il a été conçu dans les années 1920 par Sydney Camm et fabriqué par Hawker Aircraft. Le Hart était un avion  de premier plan dans l'entre-deux-guerres, mais il était obsolète et déjà mis à l'écart par les nouvelles conceptions d'avions monoplans au début de la Seconde Guerre mondiale, n'a joué que des rôles mineurs dans le conflit avant d'être retiré.

## Conception
Développé dans un contexte de restrictions budgétaires comme un bombardier léger de jour, il était considéré lors de son premier vol en 1928 comme l'un des avions les plus avancés de son temps. sa vitesse et la supériorité de l’ensemble de ses performances le faisait surclasser la plupart des chasseurs monoplaces contemporains. Il s'agissait d'un biplan monomoteur en bois et métal et son entretien opérationnel facilité par sa structure formée de traverses très profilées faites de tube d'alliage léger et reliées par des fils d'acier à haute résistance lui permit de gagner le concours organisé en 1926 par le ministère de l'air et d'être commandé en série (à 952 exemplaires).
Il était propulsé par un moteur Rolls-Royce Kestrel 12-cylindres en V et était muni, comme habituellement à l'époque, d'un train d'atterrissage fixe composé de deux roues à l'avant et d'un patin à l'arrière. Son armement se composait de deux mitrailleuses de 7,7 mm (une mitrailleuse Vickers fixe, synchronisée avec l'hélice, tirant dans l'axe de l'avion, et une Lewis Mark I orientable en place arrière) et il pouvait emporter une bombe de 235 kg.

## Variantes
En sus de plusieurs versions tropicalisées (Hart India) et adaptées au désert (Hart special, dérivé de l'Hart Audax), une version d'entraînement (Hart trainer) a été par ailleurs construite à 483 exemplaires.
La demande a été telle qu'en plus de Hawker, une partie des avions a été construite par Armstrong Whitworth, Gloster et Vickers.

## Engagements
Royaume-Uni
Le Hawker Hart a été le bombardier léger standard de jour de la RAF. Les 12 premiers appareils sont entrés en service début 1930 au squadron 33 de la Royal Air Force qui en a possédé plus de 400. Il fut principalement utilisé comme avion de maintien de l’ordre aux colonies. Sa version tropicalisée a été utilisée pendant l'entre-deux-guerres à la frontière Nord-Est de l'Inde (Hart India). Il est resté en service jusqu’en 1939 et a été retiré du service actif au début de la Seconde Guerre mondiale et n'a donc pas été réellement utilisé au combat par les Britanniques en dehors de quelques missions en Irak et durant le Siège de Malte.
 Suède
Le Hawker Hart a été utilisé par plusieurs pays dont la Suède (45 appareils appelés B4 et B4A, équipés de mitrailleuses suédoises de 8 mm). Pendant la guerre entre l'URSS et la Finlande en 1940, un corps de volontaires suédois est venu appuyer les forces finlandaises. Parmi les militaires, plusieurs pilotes, appartenant à l'escadrille F19, dont certains volant sur Hawker Hart ont été opposés à des forces soviétiques dix fois supérieures dans la région de Rovaniemi. Les autres pilotes de l'escadrille volaient sur 12 Gloster Gladiator Mk.I. Les appareils ont alors transitoirement reçu des marquages finlandais. Sur les quatre premiers Hawker Hart engagés, trois furent perdus le 12 janvier 1940 dès le premier engagement, un descendu par un Polikarpov I-15 et les deux autres à la suite d'une collision, non sans avoir détruit au sol deux Polikarpov I-15. Un troisième Polikarpov I-15 sera du reste détruit par un Hawker Hart le 18 février 1940. Un Hart de remplacement a alors été expédié. Les combats se sont déroulés dans un climat très rude avec des températures descendant jusqu'à −40 °C la nuit, certaines attaques se déroulant de nuit à la lueur des feux allumés par les troupes soviétiques. Les missions ont consisté pour l'essentiel en des reconnaissances et des bombardements. Les terrains enneigés ont conduit à la pose de patins à type de skis pour permettre les décollages et les atterrissages. Les opérations ont pris fin avec la guerre le 13 mars 1940.

### Autres pays
En ce qui concerne les autres utilisateurs, en sus du Royaume-Uni, on retient plusieurs pays de l'Empire britannique (Afrique du Sud, Rhodésie, Égypte, Inde), le Canada, l'Estonie, la Yougoslavie et même l'Allemagne nazie (notamment un appareil qui aurait été capturé sur l'aérodrome de Melville en mai 1940). Les avions appartenant à l'Afrique du Sud étaient appelés Hawker Hartebeest et ont servi jusqu'en 1943 à sécuriser les lignes de communications et à surveiller d'hypothétiques navires allemands croisant au large du pays.

## Les dérivés
- Hawker Audax, variante multi-service du Hart, peu différente de ce dernier, qui servira dans l'empire britannique.
- Hawker Hardy, version tropicalisés multi-service, qui servira en Afrique (notamment en Abyssinie) et au Proche-Orient.
- Hawker Osprey, version navalisée, qui servira sur plusieurs porte-avions et au sein des forces aériennes portugaises et républicaines espagnoles.
- Hawker Hind, destiné à succéder au Hawker Hart.
- Hawker Demon, version chasseur du Hawker Hind.
- Hawker Hector, variante multi-service du Hawker Hind.